# Auburn (Washington)
Auburn az Amerikai Egyesült Államok északnyugati részén, Washington állam King és Pierce megyéiben elhelyezkedő város. A 2010. évi népszámlálási adatok alapján 70 180 lakosa van.

## Történet
A térségben az 1850-es évekbeli indián háborút követően jelentek meg az első telepesek. Levi Ballard az új településnek a Slaughter nevet adta, amely a harcokban elesett egyik tiszt neve. Slaughter 1891. június 13-án kapott városi rangot, azonban nevét hamar megváltoztatták, mivel az többeket a mészárlásra emlékeztetett; a város szállója ekkor a Slaughter House („mészárszék”) nevet viselte. Az Auburn név az azonos nevű New York-i település neve; a kapcsolatot a komlótermesztés adta.
1917-ben az egyre növekvő japán népesség miatt a város egy területet a buddhistáknak adományozott. Takemura Girjo atya és leendő veje, Nacuhara Csijokicsi adományokat gyűjtöttek a temető fejfáinak betonra cserélésére. A két világháború között több japán-amerikai baseballcsapat is működött a városban. 1930-ban a Neely-kastély leendő lakói fürdőházat létesítettek.
A második világháború során a japánokat internálták; később a 300 családból mindössze 25 tért vissza.
2008-ban West Hillt és Lenn Hillt Auburnhöz csatolták, ezáltal népessége 15 000 fővel nőtt.

## Éghajlat
A város éghajlata mediterrán (a Köppen-skála szerint Csb).
| Hónap                         | Jan. | Feb.  | Már. | Ápr. | Máj. | Jún. | Júl. | Aug. | Szep. | Okt. | Nov.  | Dec.  | Év    |
| ----------------------------- | ---- | ----- | ---- | ---- | ---- | ---- | ---- | ---- | ----- | ---- | ----- | ----- | ----- |
| Rekord max. hőmérséklet (°C)  | 18,9 | 20,0  | 25,0 | 27,8 | 33,3 | 33,9 | 33,9 | 33,9 | 31,7  | 27,8 | 21,7  | 20,0  | 33,9  |
| Átlagos max. hőmérséklet (°C) | 8,9  | 10,6  | 13,3 | 15,6 | 18,9 | 22,2 | 25,0 | 25,0 | 21,7  | 16,1 | 11,7  | 8,3   | 16,5  |
| Átlagos min. hőmérséklet (°C) | 2,8  | 2,8   | 4,4  | 6,1  | 8,9  | 11,7 | 13,3 | 13,3 | 11,1  | 7,8  | 4,4   | 2,2   | 7,4   |
| Rekord min. hőmérséklet (°C)  | −8,3 | −11,7 | −9,4 | −1,7 | 1,1  | 2,8  | 7,2  | 5,0  | 1,1   | −3,3 | −15,0 | −14,4 | −15,0 |
| Átl. csapadékmennyiség (mm)   | 151  | 102   | 103  | 76   | 54   | 40   | 17   | 21   | 33    | 94   | 170   | 140   | 1001  |
| Forrás: The Weather Channel   |      |       |      |      |      |      |      |      |       |      |       |       |       |

## Népesség
A 2010-es népszámláláskor a városnak 70 180 lakója, 26 058 háztartása és 17 114 családja volt. A népsűrűség 916,2 fő/km2. A lakóegységek száma 27 834, sűrűségük 363,4 db/km2. A lakosok 70,5%-a fehér, 4,9%-a afroamerikai, 2,9%-a indián, 8,9%-a ázsiai, 1,6%-a a Csendes-óceáni szigetekről származik, 6,3%-a egyéb, 5,4%-a pedig kettő vagy több etnikumú. A spanyol vagy latino származásúak aránya 12,9% (   )
A háztartások 36,2%-ában élt 18 évnél fiatalabb. 46,7% házas, 13% egyedülálló nő, 5,9% egyedülálló férfi, 34,3% pedig nem család. 25,6% egyedül élt; 7,9%-uk 65 éves vagy idősebb. Egy háztartásban átlagosan 2,67 személy élt; a családok átlagmérete 3,22 fő.
A medián életkor 34,4 év volt. A város lakóinak 25,9%-a 18 évesnél fiatalabb, 10,5% 18 és 24 év közötti, 27,9%-uk 25 és 44 év közötti, 25,5%-uk 45 és 64 év közötti, 10,2%-uk pedig 65 éves vagy idősebb. A lakosok 49,4%-a férfi, 50,6%-a pedig nő.

## Kultúra
A White River Valley Museum a muckleshoot indiánok, valamint az európai és japán telepesek történetét mutatja be.
A húszezer férőhelyes White River Amfiteátrum a Muckleshoot rezervátum területén helyezkedik el.

## Oktatás
A város iskoláinak fenntartója az Auburni Tankerület, emellett egyházi fenntartású intézmények (Auburn Adventist Academy és Rainier Christian High School) is működnek.
A Green River Főiskola székhelye Lea Hill városrészben található.

## Közlekedés
A város közúton a Washington State Route 18-on és a Washington State Route 167-en (becenveén Valley Freeway) közelíthető meg. Az Auburni városi repülőtér kisgépeket szolgál ki, menetrend szerinti járatokat nem indít.
Auburn állomásról a King County Metro és a Sound Transit buszai mellett a Seattle és Lakewood felé közlekedő Sounder helyiérdekű vasútra lehet felszállni. Az állomáshoz 678 férőhelyes parkoló tartozik.

## Nevezetes személyek
- Ariana Kukors, úszó[26]
- Blair Rasmussen, kosárlabdázó[27]
- Cam Gigandet, színész[28]
- Chris Lukezic, középtávfutó[29]
- Christine Gregoire, Washington állam 22. kormányzója[30]
- Dana Simpson, képregényrajzoló[31]
- Danny Shelton, amerikaifutball-játékos[32]
- Dave Reichert, politikus, King megye egykori seriffje[33]
- Diane Schuur, dzsesszénekes és zongorista[34]
- Evan McMullin, CIA-hivatalnok[35]
- Francis Richard Scobee, űrhajós[36]
- Gordon Hirabayashi, emberi jogi aktivista[37]
- Greg Haugen, ökölvívó[38]
- Harrison Maurus, súlyemelő[39]
- Jamaszaki Minoru, építész[40]
- Janna Crawford, paralimpikon atléta[41]
- Kevin Hagen, baseballjátékos[42]
- Misty Upham, színész[43]
- Nate Cohn, újságíró[44]
- Sir Mix-a-Lot, rapper[45]

## Testvérvárosok
A település testvérvárosai:
- Juhang, Kína
- Kuanghan, Kína
- Mola di Bari, Olaszország
- Phjongcshang, Dél-Korea
- Tamba (Hjógo), Japán

## Fordítás
- Ez a szócikk részben vagy egészben  az   Auburn, Washington című angol Wikipédia-szócikk ezen változatának fordításán alapul.  Az eredeti cikk szerkesztőit annak laptörténete sorolja fel. Ez a jelzés csupán a megfogalmazás eredetét és a szerzői jogokat jelzi, nem szolgál a cikkben szereplő információk forrásmegjelöléseként.